# Neopaxillus plumbeus
Neopaxillus plumbeus är en svampart som beskrevs av Singer & Lodge 1989. Neopaxillus plumbeus ingår i släktet Neopaxillus och familjen Serpulaceae.   Inga underarter finns listade i Catalogue of Life.